# Federico Haffner

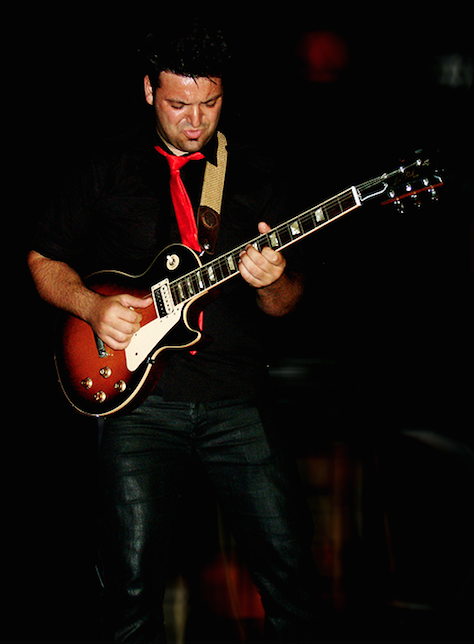
Federico Haffner en vivo en Barcelona.

Federico Haffner (Pilar, Buenos Aires, 9 de noviembre de 1986),  es un guitarrista de blues, compositor y profesor argentino.

## Biografía
Federico Abelardo Meza Haffner, más conocido como Haffner, formado en el conservatorio de General San Martín, es profesor académico, productor musical, compositor y guitarrista. En sus inicios comenzó tocando una Fender Stratocaster y luego continuó con una Gibson Les Paul Tradicional Pro.

## Discografía
- HaffnerZ (2012) Argentina.
- HaffnerY (2012-2013) Argentina.
- HaffnerX (2012-2014) Brasil.